# Charles Nkaloulou Milandou
Charles Nkaloulou Milandou (nacido el 17 de abril de 1994, Brazzaville, República del Congo) es un baloncestista profesional congoleño. Actualmente juega en el Saint-Vallier Basket Drôme, del Campeonato de Francia de Baloncesto Pro B, segunda división profesional de Francia.

## Trayectoria
En 2012, el jugador firmaría por el CB Breogán, en un año en el que no tuvo demasiadas oportunidades jugando dos minutos por partido. Tras esa temporada el ala-pívot congoleño jugaría tres temporadas en Leb Plata donde sus números demuestran que quiere ser un jugador importante en categorías superiores. Nkaloulou realizaría acabaría esas tres temporadas con una valoración media superior a 12 y con más de 12 puntos por partido y más e 6 rebotes. 
La temporada 2016-17 defendió la camiseta del Cambados y promedió 14 puntos por partido, 6 rebotes y logró una valoración media de 16,2 en la liga regular. Una liga regular de Leb Plata , que fue muy igualada y en la que su equipo quedó en segunda posición a un paso de conseguir el ascenso a Leb Oro.
En julio de 2017, Charles Nkaloulou volvería a la liga Leb Oro de la mano del TAU Castelló.
En 2018 emigró a Francia, donde actualmente juega en el Nancy.